# Oberón (satélite)
Oberón o Urano IV es el más exterior de los satélites principales del planeta Urano. Es el segundo más grande y masivo de Urano y el noveno más masivo del sistema solar. Descubierto por William Herschel el 11 de enero de 1787, recibe su nombre de Oberón, el rey de las Hadas de la obra de William Shakespeare, El sueño de una noche de verano. Su órbita está parcialmente fuera de la magnetosfera de Urano.
Oberón está compuesto de partes aproximadamente iguales de hielo y roca que están probablemente diferenciados en un núcleo rocoso y un manto de hielo. Una capa de agua líquida puede que esté presente en el límite entre el núcleo y el manto. La superficie de Oberón, que es oscura y de color ligeramente rojizo, parece que ha sido modelada por el impacto de asteroides y cometas. Está cubierta por numerosos cráteres de impacto que llegan a alcanzar un diámetro de 210 km. Oberón posee un sistema de cañones y escarpes formados por la expansión de su interior en una fase temprana de su evolución. Este satélite se formó probablemente a partir del disco de acreción que rodeaba Urano tras la formación del planeta.
Hasta el momento, el sistema de Urano ha sido estudiado de cerca una sola vez por la sonda espacial Voyager 2 en enero de 1986. Se tomaron muchas fotografías de Oberón que permitieron cartografíar el 40 % de su superficie.

## Descubrimiento y denominación
Oberón fue descubierto por William Herschel el 11 de enero de 1787, el mismo día en que descubrió también Titania, el mayor satélite de Urano. Más tarde informó del descubrimiento de cuatro satélites más, aunque posteriormente se revelaron como falsos avistamientos. Durante cerca de cincuenta años después de su descubrimiento Titania y Oberón no fueron observados por otros instrumentos que por los de Herschel, aunque el satélite es observable desde la Tierra con un telescopio de aficionado de hoy en día a partir de los 15-20 cm de apertura.
Todos los satélites de Urano recibieron nombres de personajes de obras de William Shakespeare o Alexander Pope. El nombre de Oberón viene de Oberón, rey de las Hadas en El sueño de una noche de verano. Los nombres de los satélites fueron sugeridos por John Herschel, hijo del descubridor, en 1852 a pedido de William Lassell, quien había descubierto dos satélites de Urano más, Ariel y Umbriel, el año anterior.
Oberón fue inicialmente considerado como el segundo satélite de Urano y por ello recibió la denominación de Urano II por Lassell, aunque a veces usase la denominación de Herschel, para quien Titania y Oberón eran Urano II y Urano IV respectivamente. Finalmente Lassel numeró los cuatro satélites conocidos hasta ese momento por orden de su distancia al planeta y por tanto Oberón fue denominado como Urano V.

## Órbita
Oberón orbita Urano a una distancia de aproximadamente 584 000 km, siendo el más alejado del planeta de sus cinco principales satélites. La órbita de Oberón tiene una baja excentricidad e inclinación respecto del ecuador de Urano. Su periodo orbital es de alrededor de 13,5 días coincidente con su periodo de rotación sobre su eje; es decir, una cara de Oberón siempre apunta a Urano, como en el caso de la Luna respecto de la Tierra, por efecto del acoplamiento de mareas.
La órbita de Oberón discurre durante una parte importante de ella fuera de la magnetosfera de Urano. Como resultado, su superficie es directamente barrida por el viento solar. Este efecto es importante porque en el resto de los satélites, los cuales orbitan en el interior de la magnetosfera de Urano, el hemisferio que queda a la espalda del movimiento de traslación del satélite a lo largo de su órbita, se ve barrido por el plasma magnetosférico que rota junto con el planeta. Este bombardeo supone el oscurecimiento de esos hemisferios, efecto que se observa en todos los satélites excepto en Oberón. Debido a la gran inclinación del eje de rotación de Urano que le hace estar tumbado respecto del Sol, al girar sus satélites en el plano ecuatorial también se ven sometidos a un ciclo estacional extremo. Ambos hemisferios norte y sur pasan 42 años en completa oscuridad y luego otros 42 años de iluminación continua. Una vez cada 42 años, cuando Urano está en el equinoccio y su plano ecuatorial interseca con la Tierra, se producen ocultaciones mutuas de los satélites. Una de esas ocultaciones, que duró unos seis minutos, se observó el 4 de mayo de 2007 cuando Oberón oculto a Umbriel.

## Composición y estructura interna
Oberón es el segundo mayor satélite de Urano detrás de Titania, y el noveno más grande del sistema solar. Su densidad es de 1630 kg/m³, que es mayor que las densidades medias de los satélites de Saturno, lo que indica que están formados de proporciones aproximadamente iguales de hielo de agua y de un componente más denso que puede incluir rocas y compuestos orgánicos pesados. La presencia de hielo de agua está refrendada por observaciones espectroscópicas, que revelaron la presencia de hielo de agua cristalizado. Las líneas de absorción del hielo de agua son más fuertes en el hemisferio trasero al del sentido de la traslación del satélite que en el hemisferio delantero. Esto es lo contrario a lo observado en el resto de satélites de Urano, en los que el hemisferio delantero es el que muestra líneas de absorción de hielo de agua más fuertes. La causa de esta asimetría no está clara, pero puede estar relacionada con el historial de impactos recibidos en la superficie, que es mayor en el hemisferio delantero. Los impactos de meteoritos tienden a romper la capa de hielo superficial dejando a la vista el interior más oscuro que hay debajo. Mientras otros componentes no hayan sido identificados en la superficie, los candidatos más probables que compondrían este material oscuro incluirían rocas, dióxido de carbono y varias sales y compuestos orgánicos.
El interior de Oberón puede dividirse en un núcleo rocoso rodeado por un manto helado. Si este es el caso, el radio del núcleo, sería de 480 km, el 63 % del radio total del satélite, y el 54 % del total de su masa. La presión en el centro de Oberón es de aproximadamente 0,5 GPa (5 kbar). El estado actual del manto es desconocido. Si el manto contiene suficiente amoníaco u otro anticongelante, Oberón podría contener un océano líquido en el límite entre el núcleo y el manto. El ancho de este océano sería como máximo de 40 km y su temperatura rondaría los 180 K. De todas maneras la estructura interna de Oberón depende en gran medida de la historia termal del satélite, que es, hoy en día, poco conocida.

## Accidentes superficiales y geología

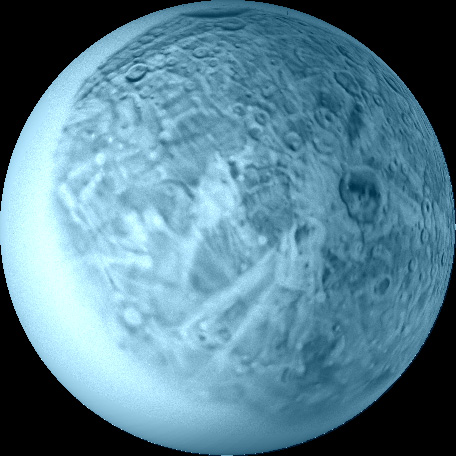
Imagen de Oberón coloreada artificialmente. El mayor cráter de la derecha es Hamlet.

Oberón es el segundo satélite de Urano más oscuro tras Umbriel. Su superficie muestra un marcado efecto de oposición, su reflectividad cae desde un 31 % en un ángulo de fase de cero grados hasta un 22 % a un ángulo de un grado, asimismo tiene un muy bajo valor de albedo de Bond, un 14 %. La superficie presenta un color ligeramente rojo, excepto en lo depósitos de impacto recientes, que son grises o ligeramente azules. Los hemisferios delantero y trasero respecto de la traslación del satélite son asimétricos, el primero es menos rojo que el segundo. El enrojecimiento de las superficies puede ser el resultado de erosión espacial causada por el bombardeo de la superficie por partículas cargadas y micrometeoritos durante toda la vida del sistema solar.
Los investigadores han identificado dos clases de accidentes geológicos en Oberón: cráteres de impacto y cañones, llamados en lenguaje astrogeológico chasmata. La antigua superficie de Oberón es la más craterizada de los satélites de Urano, con una densidad de impactos cercana a la saturación, es decir, cuando la formación de nuevos cráteres se equilibra con la destrucción de los antiguos. Este alto número de cráteres significa que la superficie de Oberón es también la más antigua de entre los satélites de Urano. Los diámetros de los cráteres varían entre unos pocos kilómetros hasta los 206 km de Hamlet. Muchos grandes cráteres están rodeados de rayos de eyección consistentes en hielo relativamente reciente. Los cráteres más grandes, Hamlet, Otelo y Macbeth, tienen fondos de materiales oscuros depositados después de su formación. Un pico de una altura de aproximadamente 11 km se observó en algunas imágenes del Voyager 2 cerca del limbo sureste de Oberón y puede ser el pico central de un gran cráter de impacto de aproximadamente 375 km de diámetro. La superficie está cruzada por un sistema de cañones que son menos extensos que los encontrados en Titania. Los cañones son probablemente fallas normales o escarpes y en algunos casos fosas tectónicas que pueden ser recientes o antiguos. Los depósitos brillantes de escarpes transversales de ciertos grandes cráteres antiguos indican que son de formación más reciente. El cañón más destacado es el Mommur Chasma.

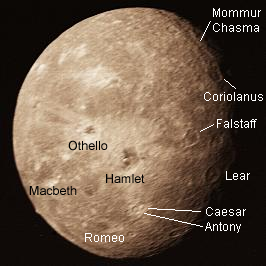
Fotografía de Oberón donde se señalan algunos accidentes destacados.

La geología de Oberón estuvo influida por dos fuerzas antagónicas: la formación de cráteres de impacto y los procesos endógenos. La primera ha actuado durante toda la historia del satélite y el la principal responsable del aspecto actual de su superficie. Los procesos endógenos estuvieron activos durante el periodo siguiente a la formación de Oberón. Estos procesos fueron fundamentalmente tectónicos y causaron la formación de grandes cañones, producidos por el hundimiento del hielo que formaba la corteza del satélite. La formación de cañones destruyó la superficie más antigua. La rotura y hundimiento de la placa superficial de hielo fue causada por la expansión de Oberón un 0,5 %, proceso que ocurrió en dos fases, dando lugar a cañones de dos edades diferentes.
La naturaleza de las superficies oscuras, que principalmente se presentan en el hemisferio delantero y dentro de cráteres, no es conocida. Algunos investigadores han presentado la hipótesis de que son de material criovolcánico análogos a los mares de la Luna, mientras que otros piensan que los impactos de meteoritos profundizaron en la superficie hasta el material más oscuro existente por debajo del hielo. En este último caso, Oberón debería estar parcialmente diferenciado con una placa helada en su superficie sobre un interior no diferenciado.
La lista de los principales accidentes geológicos de Oberón es la siguiente:
| Tipo   | Accidente     | Longitud, diámetro (km) | Coordenadas     |
| ------ | ------------- | ----------------------- | --------------- |
| Cañón  | Mommur Chasma | 537                     | 16.3°S, 323.5°E |
| Cráter | Antonio       | 47                      | 27.5°S, 65.4ºE  |
| Cráter | César         | 76                      | 26.6°S, 61.1ºE  |
| Cráter | Coriolano     | 120                     | 11.4°S, 345.2ºE |
| Cráter | Falstaff      | 124                     | 22.1°S, 19.0ºE  |
| Cráter | Hamlet        | 206                     | 46.1 °C, 44.4ºE |
| Cráter | Lear          | 126                     | 5.4°S, 31.5ºE   |
| Cráter | MacBeth       | 203                     | 58.4°S, 112.5ºE |
| Cráter | Otelo         | 114                     | 66.0°S, 42.9ºE  |
| Cráter | Romeo         | 159                     | 28.7°S, 89.4ºE  |

## Origen y evolución
Se piensa que Oberón se formó a partir de un disco de acreción de gas y polvo que existió alrededor de Urano durante un tiempo después de su formación o que fue creado a partir de un impacto gigantesco sobre Urano que probablemente además fue el causante de la gran inclinación de su eje. La composición de esta nube no se conoce, no obstante la alta densidad de Oberón y demás satélites de Urano comparados con los de Saturno indican que debía de ser relativamente pobre en agua. Cantidades significativas de nitrógeno y carbono pueden haber estado presentes en forma de monóxido de carbono y N2 en vez de amoníaco y metano. Los satélites formados en esta nube contendrían menos hielo de agua, con CO y N2 atrapados como clatratos y más roca, explicando la mayor densidad.
La acreción de Oberón probablemente duró unos cuantos miles de años. Los impactos que acompañaron la acreción causaron el calentamiento de la capa externa del satélite. La máxima temperatura de alrededor de 230 K se alcanzó a la profundidad de 60 km. Antes del final del proceso de formación, la superficie se congeló mientras el interior seguía calentado debido a la desintegración de elementos radiactivos presentes en las rocas. Así la capa exterior se contrajo mientras que el interior todavía estaba caliente y dilatándose, lo que causó unas fuertes tensiones en la corteza del satélite que al final llevó a la rotura de esa superficie. El sistema de cañones que conforma la superficie de Oberón puede ser el resultado de este proceso que pudo durar alrededor de 200 millones de años, lo que implica que la actividad endógena de Oberón terminó hace ya miles de millones de años.
El calor inicial de la acreción junto con la desintegración de elementos radioactivos pudieron ser suficientemente intensos como para fundir el hielo si algún anticongelante, como amoniaco, en forma de hidrato, estaba presente. El proceso de fusión es posible que haya llevado a la separación del hielo de la roca y se haya formado un núcleo rocoso rodeado de un manto de hielo. Una capa de agua líquida rica en amoniaco disuelto puede haberse formado en el límite entre el núcleo y el manto. La temperatura eutéctica de esta mezcla es de 176 K. Si la temperatura ha caído por debajo de ese valor el océano interior se habría ya congelado. El proceso de congelación del agua condujo a la expansión del interior, el cual produjo a su vez los cañones de su superficie. De momento, el conocimiento que se tiene de la evolución de Oberón es muy limitado.

## Exploración
Las únicas imágenes cercanas de que disponemos provienen del sobrevuelo de Urano por la sonda espacial Voyager 2 en enero de 1986. Como la distancia mínima entre la sonda y Oberón fue de 470 000 km, las mejores imágenes muestran una resolución de 6 km aproximadamente. Las imágenes cubren aproximadamente un 40 % de la superficie, aunque sólo un 25 % de son de buena calidad. En el momento del sobrevuelo, el hemisferio sur de Oberón apuntaba al Sol, mientras que el hemisferio norte estaba en oscuridad y no pudo ser estudiado. Ninguna otra sonda se ha aproximado a Urano desde entonces y ninguna misión ha sido programada en un futuro cercano.